# Mistero
«Mistero» (укр. «Таємниця») — пісня італійського співака та кіноактора Адріано Челентано 1985 року.

## Складова
«Mistero» стала четвертим треком альбому Адріано Челентано «Joan Lui», який містив саундтреки до однойменного фільму «Джоан Луй» (1985). Пісні альбому стосувалися тем релігії та філософії людського буття, як і фільм, основною темою якого було друге пришестя на Землю Месії. Пісня була виконана у стилі синті-поп, її авторами були Челентано та Джино Сантерколе.

## Сингл
1985 року пісня випускалася разом з композицією «La Prima Stella» (сторона «А») у виконанні Клаудії Морі на LP-платівці лейблом «Clan Celentano» в Італії. У 1986 році пісня випускалася разом з композицією «Splendida E Nuda» (сторона «Б») на LP в Німеччині лейблами «TELDEC» і «Clan Celentano».
Німецький 7-дюймовий LP-сингл (TELDEC — 6.14660, Clan Celentano — 6.14660)
A. «Mistero» — 3:17
B. «Splendida E Nuda» — 5:20

## Викоистання
Пісня є маловідомою у творчості Челентано, вона не потрапила до жодної збірки співака та не виконувалася наживо.